# Pdf.js
pdf.js — вбудований переглядач PDF-документів, написаний цілком на мові JavaScript з використанням технологій HTML5. Проект розвивається спільнотою Mozilla, і інтегрований у стабільну версію веббраузера Firefox 19. pdf.js може бути використаний також у сучасних вебпереглядачах Opera, Google Chrome, і в обмеженому режимі в IE9.
pdf.js підтримує масштабування і функції навігації за ескізами сторінок, забезпечує завантаження шрифтів Type 1 і TrueType, може формувати діаграми і графіки, підтримує роботу із стисненими об'єктами. Для відображення PDF використовується своєрідна JIT-компіляція: спочатку представлені у файлі бінарні масиви перетворюються в потоки байткоду PDF, який потім транслюється в JavaScript-представлення і виконується. Згенерована на основі PDF JavaScript-програма виводить дані через HTML-тег canvas.
Оскільки код написаний на безпечній високорівневій мові, він не має вразливостей, властивих бінарним плагінам для перегляду PDF.
Успішний досвід і можливості рушія pdf.js надихнули розробників Mozilla на створення проекту мобільної операційної системи Firefox OS.

## Виноски
1. ↑  pdf.js reached its first milestone. Архів оригіналу за 24 червня 2012. Процитовано 19 лютого 2013. [Архівовано 2012-06-24 у Wayback Machine.]
2. ↑  https://github.com/mozilla/pdf.js/releases (дата звернення: 25.03.2024)
3. ↑  Релиз Firefox 19 [Архівовано 19 лютого 2013 у Wayback Machine.] // opennet.ru 19.02.2013
4. ↑  pdf.js FAQ. Архів оригіналу за 21 липня 2014. Процитовано 19 лютого 2013.
5. ↑  B2G (англійською) . MozillaWiki. Архів оригіналу за 7 серпня 2011. Процитовано 26 липня 2011.
6. ↑  «Boot to Gecko» — ОС на основе веб-технологий от Mozilla (російською) . Linux.org.ru. 26 липня 2011. Архів оригіналу за 18 червня 2012. Процитовано 26 липня 2011.